# Knoelle clara
Knoelle clara (L. Koch, 1877) è un ragno appartenente alla famiglia Lycosidae.
È l'unica specie nota del genere Knoelle.

## Distribuzione
L'unica specie oggi nota di questo genere è stata rinvenuta in Australia.

## Tassonomia
Le caratteristiche di questo genere sono state descritte dall'analisi degli esemplari tipo Lycosa clara L. Koch, 1877 effettuata dall'aracnologo Framenau in un suo lavoro (2006b).
Dal 2006 non sono stati esaminati altri esemplari, né sono state descritte sottospecie al 2017.